# Norris Cotton

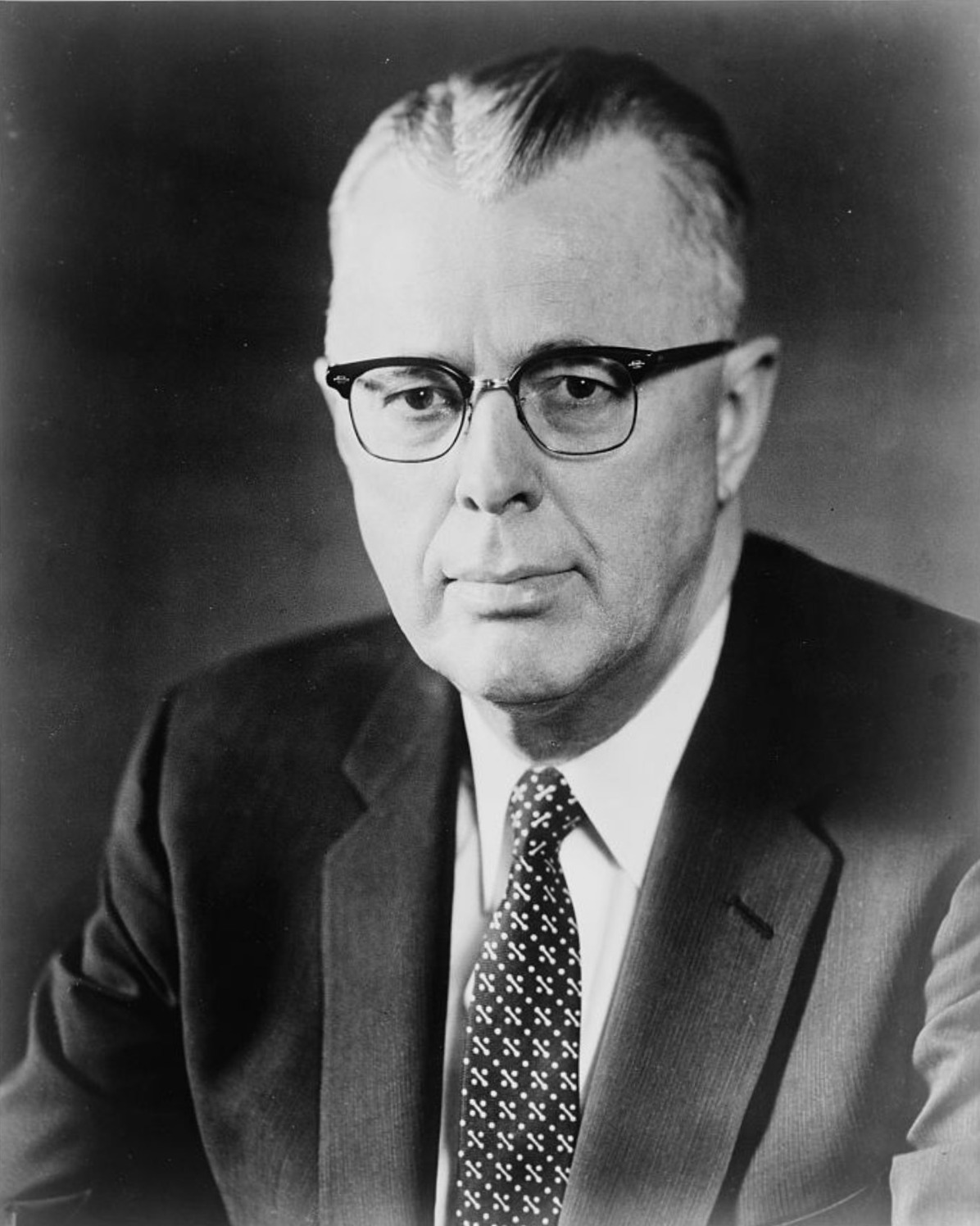
Norris Cotton

Norris H. Cotton (* 11. Mai 1900 in Warren, Grafton County, New Hampshire; † 24. Februar 1989 in Lebanon, New Hampshire) war ein US-amerikanischer Politiker (Republikanische Partei), der den Bundesstaat New Hampshire in beiden Kammern des Kongresses vertrat.

## Aufstieg zum Kongressabgeordneten
Der auf einer Farm zur Welt gekommene Norris Cotton erhielt seine Ausbildung an der Phillips Exeter Academy in Exeter und der Wesleyan University in Middletown (Connecticut), an der er 1923 seinen Abschluss machte. Während dieser Zeit arbeitete er auch schon als Verwaltungsangestellter (Clerk) im Senat von New Hampshire. 1923 zog er dann als Abgeordneter in das Repräsentantenhaus von New Hampshire ein, womit er eines der jüngsten Parlamentsmitglieder in der Geschichte des Staates war. Danach absolvierte er die Law School der George Washington University in Washington, D.C., woraufhin er 1928 in die Anwaltskammer aufgenommen wurde und in Lebanon zu praktizieren begann. Zeitweise gehörte er auch zum Stab von US-Senator George H. Moses.
1943 wurde Cotton ein weiteres Mal in das Repräsentantenhaus seines Staates gewählt, wo er auch als Mehrheitsführer der Republikaner fungierte. 1945 wurde er als Nachfolger von Sherman Adams Speaker dieser Parlamentskammer. Im Jahr darauf gelang ihm dann der Einzug ins Repräsentantenhaus der Vereinigten Staaten, wo er den zweiten Bezirk von New Hampshire nach mehrfacher Wiederwahl bis zum 7. November 1954 vertrat. An diesem Tag legte er sein Mandat nieder, nachdem er die Nachwahl um das Senatsmandat des verstorbenen Charles W. Tobey gewonnen hatte. 1956 wurde er für eine volle Amtsperiode bestätigt; zwei weitere Wiederwahlen folgten.

## Zwei Amtszeiten im Senat
Im Senat gehörte er bald zu den führenden Köpfen seiner Fraktion. So hatte er in seiner letzten Amtsperiode von 1973 bis 1975 den Posten des Republican Conference Chairman inne. Eine seiner umstrittensten Entscheidungen war seine Ablehnung des Civil Rights Act of 1964, für den alle anderen Abgeordneten aus Neuengland stimmten. Später gab er weiteren Bürgerrechtsgesetzen wie dem Voting Rights Act von 1965 und dem Civil Rights Act of 1968 seine Zustimmung. 1974 trat Cotton nicht zur Wiederwahl an; drei Tage vor dem Ende seiner Amtszeit legte er sein Mandat nieder, um seinem Nachfolger Louis C. Wyman einen früheren Einstieg zu ermöglichen.
Am 8. August 1975 kehrte Cotton als ernannter Senator in den Kongress zurück. Er übernahm Wymans Sitz, den der Senat zuvor für vakant erklärt hatte. Grund war ein sich seit Monaten hinziehender Rechtsstreit, den John A. Durkin, Kandidat der Demokraten bei der vorherigen Senatswahl, angestrengt hatte. Diese hatte als Ergebnis einen Vorsprung von zwei Stimmen für den Republikaner Wyman ergeben, woraufhin die Wahl von Durkin angefochten wurde. Nach einem langen parteipolitischen Streit einigten sich beide Kandidaten letztlich darauf, zu einer Neuwahl anzutreten; bis zu diesem Zeitpunkt sollte Norris Cotton noch einmal New Hampshires Interessen im Senat vertreten.
Dies tat er bis zum 18. September desselben Jahres. An diesem Tag wurde er von Durkin abgelöst, der die Nachwahl mit elf Prozentpunkten Vorsprung für sich entschieden hatte. Cotton beendete nun endgültig seine politische Laufbahn und kehrte nach New Hampshire zurück, wo er 1989 verstarb. Zu seinen Ehren wurden das Norris Cotton Cancer Center in Lebanon und ein Bundesgebäude in Manchester nach ihm benannt.